# Leland Ossian Howard
Leland Ossian Howard, doctorat (11 de juny de 1857 a Rockford – 1 de maig de 1950 a Illinois), fou un entomòleg estatunidenc.

## Biografia
Howard va ser fill d'Ossian Gregory Howard, un advocat, i Lucy Denham Thurber. Va nàixer l'11 de juny de 1857. Poc després, es van mudar a Ithaca, Nova York. Va assistir a l'Acadèmia Ithaca. El seu interés per col·leccionar insectes va esdevindre en la fundació, junt amb els seus amics, de Ithaca Natural History Society amb el fi de conèixer i estudiar els insectes. Un dia mentre recollia insectes, va conèixer a John Henry Comstock, qui li va convidar al seu laboratori de la Universitat Cornell.
Es va matricular en Cornell al setembre de 1873. Inicialment en enginyeria civil, però prompte es va canviar a història natural i també va fer diversos cursos de llengua. A més a més, es va unir al laboratori de Comstock.
Es va graduar per la Universitat Cornell al juny de 1877. Va treballar amb Burt Green Wilder i Simon Henry Gage i va fer un màster a Cornell. Als 80, es va matricular de medicina al Columbian College (ara Universitat de George Washington), tot i que no la va acabar.

## Carrera
El juliol del 1878 va ser contractat pel Departament d'Agricultura dels Estats Units com a entomòleg, i finalment va acabar en l'Agència d'Entomologia (Bureau of Entomology) l'any 1894. Va aguantar la posició fins l'1 d'octubre de 1927. Va continuar l'Agència fins que oficialment es va retirant el 30 de juny de 1931. Va treballar en el sistema del paràsit Hymenoptera, control biològic, i entomologia mèdica de mosquits i mosques.
Va ser editor de la revista Insect Life, professor d'entomologia a diverses facultats i universitats, i col·laborador de llibres de referència sobre entomologia. Va ser nomenat secretari permanent de l'Associació Americana per al Avanç de la Ciència, comissari honorari del Museu Smithsonian i consultor d'entomologia del Servei de Salut Pública. Va ser seleccionat per l'Acadèmia Nacional de Ciències el 1916.

## Publicacions
- Mosquitoes[1], McClure, Phillips & co., 1901
- El Llibre d'Insecte[2], Doubleday, Pàgina & Empresa, 1901
- La Mosca de Casa-Transportista de Malaltia[3], Frederick Un. Stokes Empresa, 1911
- Mosquitoes De Del nord i Amèrica Central i les Índies De l'oest[4], Autors Leland Ossian Howard, Harrison Gris Dyar Jr., Frederick Knab, Carnegie Institució de Washington, 1917
- L'Insecte Menace, Segle, 1931
- Lluitant els insectes: la història d'un entomòleg[5], MacMillan, 1933